# Іванівка (Скадовський район)
Іва́нівка — село в Україні, у Чулаківській сільській громаді Скадовського району Херсонської області. Населення становить 410 осіб. 24 лютого 2022 року село тимчасово окуповане російськими військами під час російсько-української війни.

## Історія
Станом на 1886 рік в селі Бехтерської волості мешкало 129 осіб, налічувалось 16 дворів, існувала православна церква.

## Населення
Згідно з переписом УРСР 1989 року чисельність наявного населення села становила 394 особи, з яких 167 чоловіків та 227 жінок.
За переписом населення України 2001 року в селі мешкало 408 осіб.

### Мова
Розподіл населення за рідною мовою за даними перепису 2001 року:
| Мова       | Відсоток |
| ---------- | -------- |
| українська | 94,15 %  |
| російська  | 5,85 %   |

## Геологія
Територія села розташована в Причорноморській западині. Ця смуга пережила складну геологічну історію, протягом якої вона кілька разів вкривалася морем.
Процес утворення прогину на місці Причорноморської западини в основному закінчився на початку верхньої крейди. Тому що це була глибока і величезна депресія, вона під час морських трансгресій заповнилася потужною товщею осадів. Крейда, вапняки та інші відклади заповнили територію причорноморської западини. На початку четвертинного періоду ця територія цілком виступила з-під моря. Згодом її вкрив потужний шар лесу з домішками вапна.
Верхньотретинні, або неогенові, відклади Причорноморської западини поширені. Вони складаються з порід другого середземноморського та куяльницького ярусів. Найбільше поширені четвертинні відклади. Вони залягають потужною товщею, особливо в приморській частині, і представленні лесом, лісовидними суглинками, алювіальним, алювіально-делювіальноними, морськими і еоловими відкладами в середньому 20м2. Нижче яких з глибини 2,2 2,5 м залягають алювіально — піщано-глинисті відклади. Останні підстеляються вапняками.

## Геоморфологія. Рельєф
Територія села розташована на крайньому південному — заході Причорноморської низовини у районі тераси дельти Дніпра з незначним похилом до моря і до Іванівської піщаної арени.
Рельєф навкруги села рівнинний з великою кількістю незначних знижень (подів), місцями глибоких. На цій території мають місце почкий розвиток мікрорельєфу у вигляді мікропідвищень і мікрознижень. У північній частині масиву між Іванівською піщаною ареною і терасою-дельтою лежить знижена давня улоговина, на якій переважають солонці, солончаки — 7–15 метрів.

## Клімат
Клімат території помірно-континентальний з коливаннями температури протягом року. Для нього характерні невелика кількість опадів, часті посухи і сильні вітри-суховії, але пояснюється географічним положенням території, рівнинним характером місцевості та іншими кліматотвірними чинниками, основними з яких є сонячна радіація та загальна атмосферна циркуляція.

## Пам'ятки
- Див. Ягорлицьке поселення